# لويس جونز (صحفي)
لويس جونز (بالإسبانية: Lewis Jones)‏ (و. 1836 – 1904 م) هو صحفي من الأرجنتين، وويلز، ولد في كارنارفون (منطقة)، توفي في تريليو، عن عمر يناهز 68 عاماً.